# قائمة رؤساء أوكرانيا

علم الرئاسة في أوكرانيا

تشكلت الرئاسة الأوكرانية الحديثة عندما أصدر البرلمان الأوكراني للجمهورية الاشتراكية السوفياتية قانونًا في 5 يوليو 1991 بإنشاء مكتب «رئيس الجمهورية الاشتراكية السوفيتية الأوكرانية». عند إعلان استقلال أوكرانيا عن الاتحاد السوفيتي في 24 أغسطس 1991، تم تغيير اللقب إلى «رئيس أوكرانيا». فاز ليونيد كرافتشوك في الانتخابات الأولى لرئيس أوكرانيا، التي أجريت في 1 ديسمبر 1991.
كان جميع الرؤساء باستثناء فولوديمير زيلينسكي نوابًا للشعب في البرلمان الأوكراني قبل انتخابهم. كان كرافتشوك أول رئيس يستقيل من منصبه، بعد صراع على السلطة مع رئيس الوزراء ليونيد كوتشما. بعد الثورة الأوكرانية عام 2014 ، تخلى فيكتور يانوكوفيتش عن مكتبه وفر من البلاد. تم عزله بعد ذلك، وحل محله أولكسندر تورتشينوف كرئيس للبرلمان، الذي يعمل كرئيس بالنيابة عندما يكون المنصب شاغرًا. أجريت انتخابات رئاسية مبكرة في 25 مايو 2014 وفاز بها بترو بوروشينكو؛ تم تنصيب بوروشنكو خامس رئيس في 7 يونيو 2014. في 18 يونيو 2015، حُرم يانوكوفيتش رسميًا من لقب رئيس أوكرانيا. بعد هزيمة بوروشنكو، تم تنصيب الممثل الكوميدي فولوديمير زيلينسكي الرئيس السادس والحالي لأوكرانيا في 20 مايو 2019.

## رؤساء جمهورية أوكرانيا
| # | الصورة                                                                                                  | الاسم (الميلاد–الوفاة)                                                                | فترة الحكم                                                                            | فترة الحكم     | فترة الحكم        | الانتخابات | المنصب السابق                  | الحزب              |
| # | الصورة                                                                                                  | الاسم (الميلاد–الوفاة)                                                                | استلم المنصب                                                                          | ترك المنصب     | المدة             | الانتخابات | المنصب السابق                  | الحزب              |
| - | --- | ------------------------------------------------------------------------------------- | ------------------------------------------------------------------------------------- | -------------- | ----------------- | ---------- | ------------------------------ | ------------------ |
| — | | ليونيد كرافتشوك Леонід Кравчук (1934–2022)                                            | 24 أغسطس 1991                                                                         | 5 ديسمبر 1991  | 2 سنوات، 329 يوم  | —          | رئيس البرلمان الأوكراني        | مستقل              |
| 1 | 5 ديسمبر 1991                                                                                           | ليونيد كرافتشوك Леонід Кравчук (1934–2022)                                            | 19 يوليو 1994                                                                         | 1991           | 2 سنوات، 329 يوم  |            | رئيس البرلمان الأوكراني        | مستقل              |
| 1 | أعلن استقلال أوكرانيا في عام 1991.                                                                      | ليونيد كرافتشوك Леонід Кравчук (1934–2022)                                            |                                                                                       | 1991           |                   |            | رئيس البرلمان الأوكراني        | مستقل              |
| 2 | | ليونيد كوتشما Леонід Кучма (1938–)                                                    | 19 يوليو 1994                                                                         | 23 يناير 2005  | 10 سنوات، 188 يوم | 1994       | رئيس وزراء أوكرانيا الثاني     | مستقل              |
| 2 | تولى منصبه بعد استقالة كرافتشوك. أعيد انتخابه عامي 1994 و1999. استقال في ولاية ثالثة.                   | تولى منصبه بعد استقالة كرافتشوك. أعيد انتخابه عامي 1994 و1999. استقال في ولاية ثالثة. | تولى منصبه بعد استقالة كرافتشوك. أعيد انتخابه عامي 1994 و1999. استقال في ولاية ثالثة. | 1999           |                   |            | رئيس وزراء أوكرانيا الثاني     | مستقل              |
| 3 | | فيكتور يوشتشينكو Віктор Ющенко (1954–)                                                | 23 يناير 2005                                                                         | 25 فبراير 2010 | 5 سنوات، 66 يوم   | 2004       | رئيس وزراء أوكرانيا السابع     | أوكرانيتنا         |
| 3 | تولى المنصب بعد ثورة البرتقال. ترأس البلاد أثناء الركود العظيم في أوكرانيا. خسر إعادة ترشحه.            | فيكتور يوشتشينكو Віктор Ющенко (1954–)                                                |                                                                                       |                |                   | 2004       | رئيس وزراء أوكرانيا السابع     | أوكرانيتنا         |
| 4 | | فيكتور يانوكوفيتش Віктор Янукович (1950–)                                             | 25 فبراير 2010                                                                        | 22 فبراير 2014 | 3 سنوات، 362 يوم  | 2010       | رئيس وزراء أوكرانيا الثاني عشر | حزب الأقاليم       |
| 4 | خلع من منصبه بعد الثورة الأوكرانية 2014. جرد من اللقب بعد خلعه من منصبه.                                | فيكتور يانوكوفيتش Віктор Янукович (1950–)                                             |                                                                                       |                |                   | 2010       | رئيس وزراء أوكرانيا الثاني عشر | حزب الأقاليم       |
| — | | ألكساندر تورتشينوف Олександр Турчинов (1964–)                                         | 22 فبراير 2014                                                                        | 7 يونيو 2014   | 115 يوم           | —          | رئيس البرلمان الأوكراني        | حزب كل الأوكرانيين |
| — | تولى المنصب مؤقتًا بعد الثورة الأوكرانية 2014. ترأس البلاد خلال غزو القرم.                               | ألكساندر تورتشينوف Олександр Турчинов (1964–)                                         |                                                                                       |                |                   | —          | رئيس البرلمان الأوكراني        | حزب كل الأوكرانيين |
| 5 | | بترو بوروشنكو Петро Порошенко (1965–)                                                 | 7 يونيو 2014                                                                          | 20 مايو 2019   | 4 سنوات، 347 يوم  | 2014       | وزير الاقتصاد                  | التضامن الأوروبي   |
| 5 | انتخب عام 2014 . ترأس البلاد اثناء المرحلة الأولى من الحرب الروسية الأوكرانية. خسر حملة إعادة الانتخاب. | بترو بوروشنكو Петро Порошенко (1965–)                                                 |                                                                                       |                |                   | 2014       | وزير الاقتصاد                  | التضامن الأوروبي   |
| 6 | | فولوديمير زيلينسكي Володимир Зеленський (1978–)                                       | 20 مايو 2019                                                                          | في المنصب      | 6 سنوات و51 أيام  | 2019       | —                              | خادم الشعب         |
| 6 | انتخب عام 2019.                                                                                         | فولوديمير زيلينسكي Володимир Зеленський (1978–)                                       |                                                                                       |                |                   | 2019       | —                              | خادم الشعب         |

## الرؤساء السابقون على قيد الحياة
لا يزال هناك أربعة رؤساء أوكرانيين سابقين يعيشون حتى 7 أكتوبر 2022.

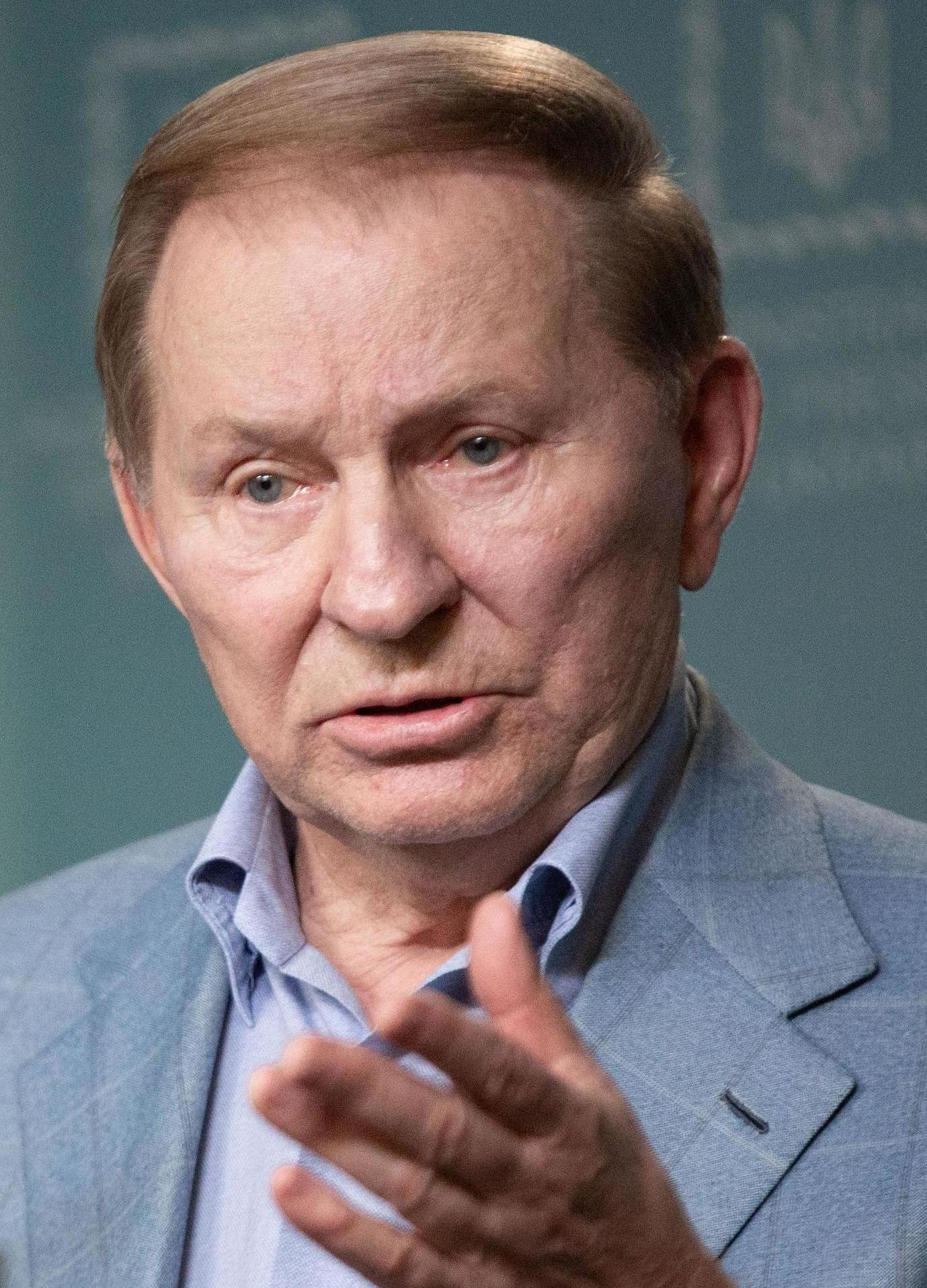
ليونيد كوتشما (سنة 86) (ولد عام 1938) 1994–2005
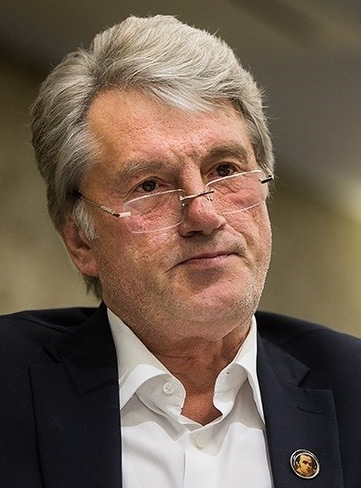
فيكتور يوشتشينكو ( سنة 71) (ولد 1954) 2005–2010
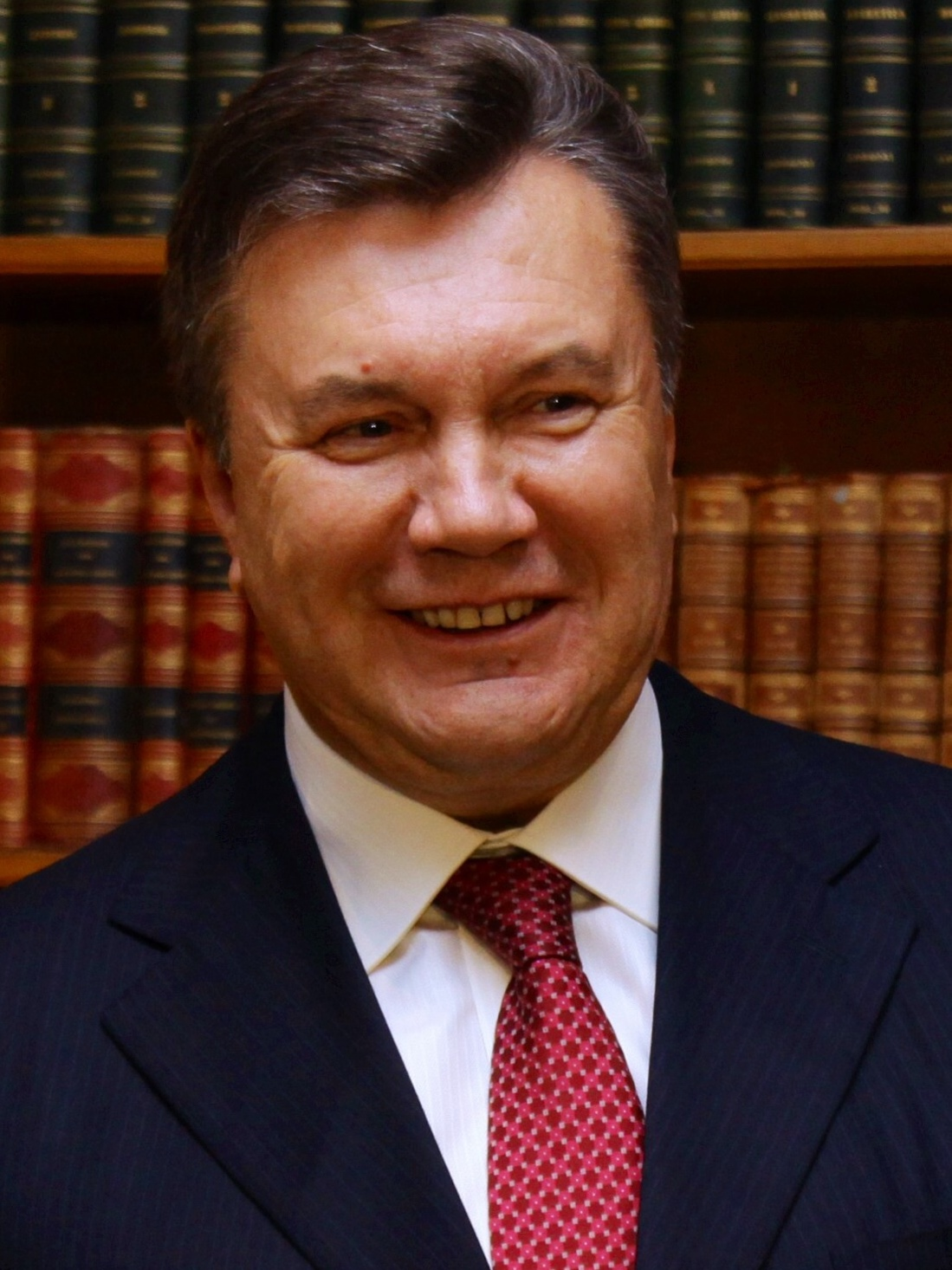
فيكتور يانوكوفيتش (سنة 75) (ولد 1950) 2010–2014
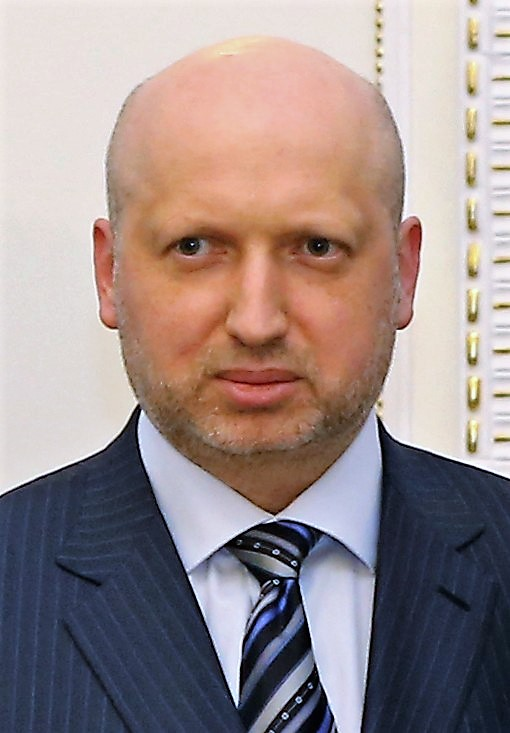
ألكساندر تورتشينوف (سنة 61) (ولد 1964) 2014 (Acting)
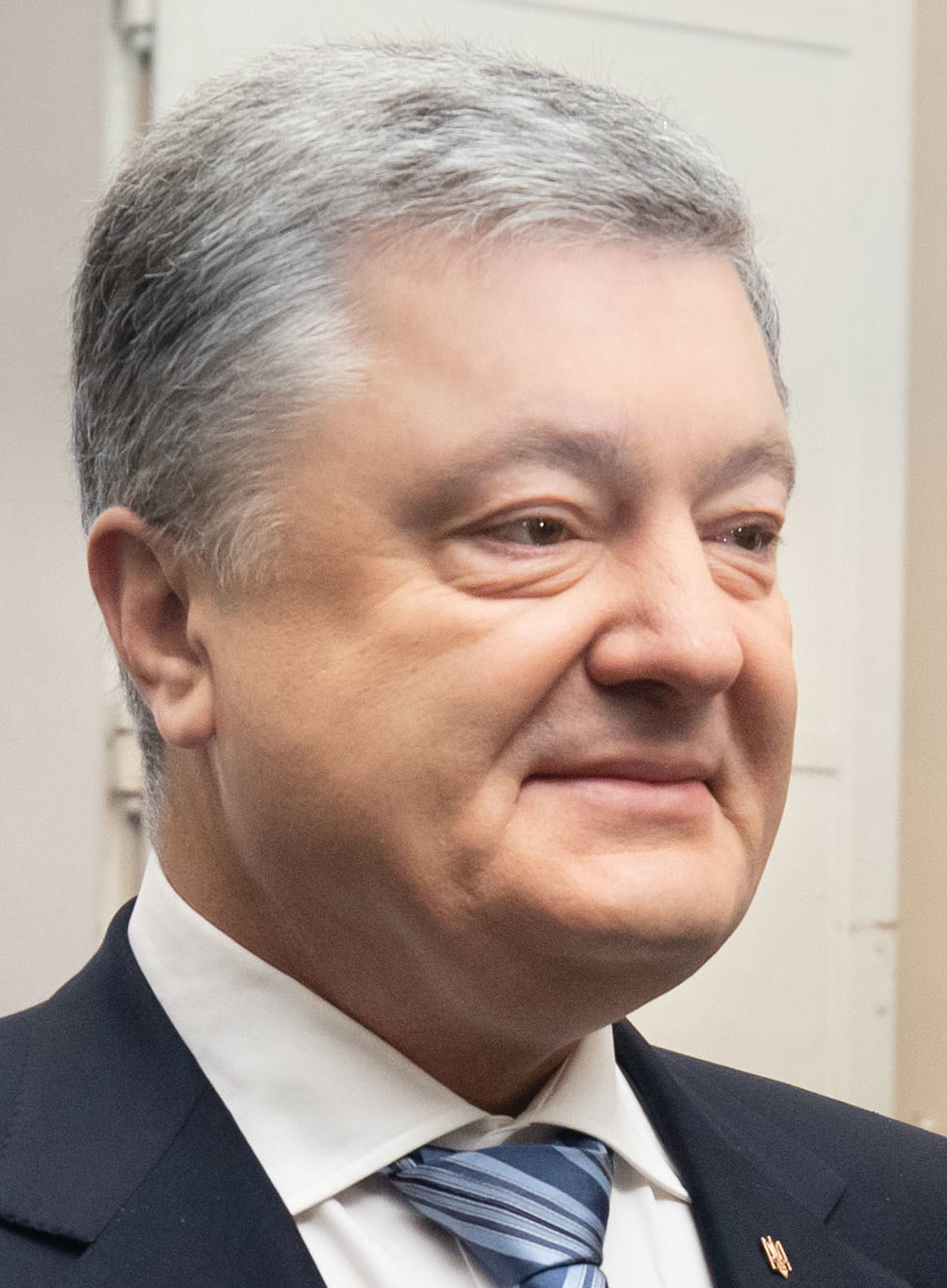
بترو بوروشنكو (age 59) (born 1965) 2014–2019

ملاحظات:
- جرد فيكتور يانوكوفيتش من اللقب بعد مغادرته أوكرانيا خلال الثورة الأوكرانية 2014.[18]